# Cissie Stewart
Sarah Gillos Marshall Stewart, coniugata Hunt, detta Cissie (Dundee, 19 luglio 1911 – Troon, 8 gennaio 2008), è stata una nuotatrice britannica.
Specializzata nel dorso ha vinto la medaglia d'argento nella staffetta 4x100m sl alle olimpiadi di Amsterdam 1928, arrivando anche quarta nei 400m sl.

## Palmarès
- Olimpiadi

Amsterdam 1928: argento nella staffetta 4x100m sl.